# 大塚鎮區 (伊利諾伊州韋恩縣)
大塚鎮區（英語：Big Mound Township）是位於美國伊利諾伊州韋恩縣的一個行政鎮區。

## 地方資料
根據2010年美國人口普查的數據，大塚鎮區的面積為134.40平方千米，當中陸地面積為133.90平方千米，而水域面積為0.50平方千米。當地共有人口1701人，而人口密度為每平方千米12.66人。